# Saix (Vienne)
Saix – miejscowość i gmina we Francji, w regionie Nowa Akwitania, w departamencie Vienne.
Według danych na rok 1990 gminę zamieszkiwało 171 osób, a gęstość zaludnienia wynosiła 8 osób/km² (wśród 1467 gmin regionu Poitou-Charentes Saix plasuje się na 824. miejscu pod względem liczby ludności, natomiast pod względem powierzchni na miejscu 351.).